# Straßburg (Karinthië)
Straßburg (Kärnten) is een gemeente in de Oostenrijkse deelstaat Karinthië, gelegen in het district Sankt Veit an der Glan (SV). De gemeente heeft ongeveer 2300 inwoners.

## Geografie
Straßburg (Kärnten) heeft een oppervlakte van 97,73 km². Het ligt in het zuiden van het land.
Althofen · Brückl · Deutsch-Griffen · Eberstein · Frauenstein · Friesach · Glödnitz · Gurk · Guttaring · Hüttenberg · Kappel am Krappfeld · Klein Sankt Paul · Liebenfels · Metnitz · Micheldorf · Mölbling · Sankt Georgen am Längsee · Sankt Veit an der Glan · Straßburg · Weitensfeld im Gurktal
- Gemeinsame Normdatei: 4210813-5
- MusicBrainz: 3869ec81-f1eb-4f0e-b380-7d5b5a88923e
- Nationale Bibliotheek van Tsjechië: ge759123
- Virtual International Authority File: 239513469